# 恒春 (嘉慶進士)
恒春（穆麟德轉寫：hengcūn；1792年—1857年），字汝占，号宜亭，薩達拉氏，满洲正白旗人。嘉庆丙子举人，庚辰进士。

## 生平
中进士后以主事用，签分刑部，于道光六年管理提牢；九年任寶泉局监督；十一年任刑部員外郎；十八年迁山东道监察御史、直隶天津府知府；十九年署永定河道；二十四年任山西按察使，署理山西布政使；二十七年署理陕西巡抚；二十八年授刑部右侍郎兼正黄旗蒙古副都统。咸丰元年任察哈尔都统、正蓝旗汉军都统、刑部尚书，因案降四級調任。三年迁顺天府府尹、大理寺卿、盛京工部侍郎、刑部左侍郎兼正黄旗汉军副都统；四年授雲貴總督兼署雲南巡撫。

## 家族
- 曾祖高柱；
- 祖慶善；
- 父永祿；
- 子英琦；
- 孙宗晋、宗培；
- 女一，嫁道光壬辰进士、尚书文定公花沙纳之子希凱。